# Radu Bălescu

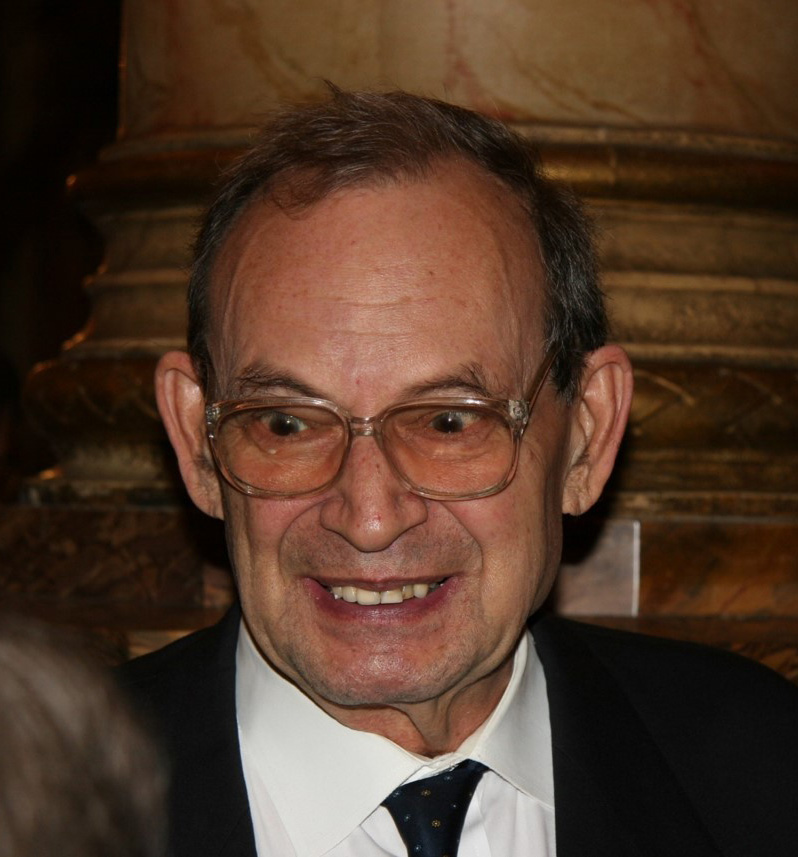
Radu Balescu, Belgisch-Roemeense natuurkundige

Radu Constantin Bălescu (Boekarest, 18 juli 1932 - Drobeta-Turnu Severin, 1 juni 2006) was een Roemeens-Belgisch natuurkundige, gespecialiseerd in de statistische fysica en de plasmafysica. Hij was hoogleraar aan de Université libre de Bruxelles en ontving in 1970 de prestigieuze Francquiprijs.

## Levensloop
Bălescu had een Roemeense vader en een Belgische moeder en liep school in Boekarest tot in 1948, het moment waarop het gezin naar België emigreerde. Hij voltooide het secundair onderwijs aan het Koninklijk Atheneum van Elsene. Vervolgens studeerde hij scheikunde aan de ULB en behaalde er in 1958 het doctoraat in de wetenschappen met als promotor de latere Nobelprijswinnaar Ilya Prigogine.
Hij startte er zijn carrière in 1957 als assistent van Prigogine op de afdeling Theoretische fysica en wiskunde. Tot Belg genaturaliseerd in 1959, werd Bălescu in 1961 benoemd tot docent, in 1964 tot geassocieerd hoogleraar en in 1969 tot buitengewoon hoogleraar. In 1985 werd hij benoemd tot gewoon hoogleraar en in 1997 werd hij toegelaten tot het emeritaat.
Van 1962 tot 1968 was hij eveneens maître de conférences aan de Université de Liège. In 1967 en in 1970-1971 was hij gastprofessor aan de Universiteit van Texas in Austin. Verder was hij nog gastprofessor aan de Staatsuniversiteit van Moskou (1975), de Technische Universiteit van Lausanne (1978), de Universität-Gesamthochschule Essen (1984-1985), de Université de Provence (1987), de Universiteit van Craiova (1994, waar hem het jaar voordien het eredoctoraat werd toegekend) en de Heinrich Heine-Universiteit te Düsseldorf (1995 en 1997-1998).
In 1985 werd hij lid van de Académie royale de Belgique nadat hij in 1970 reeds corresponderend lid was geworden. In 1989 werd hij directeur van de klasse Wetenschappen van de academie. Hij was eveneens lid van de New York Academy of Sciences (1980-1992) en de Roemeense Academie (1990-2006, na zijn dood benoemd tot erelid).
Bălescu speelde een vooraanstaande rol in de associatie Euratom-Belgische Staat die in 1969 was opgericht en die deelneemt aan het ITER-project voor de technische haalbaarheid van kernfusie als energiebron. Hij leidde er de onderzoekseenheid Statistische fysica en plasma's, die verbonden was aan de ULB, tot aan zijn emeritaat in 1997.
Hij stierf op 73-jarige leeftijd tijdens een vakantietrip in zijn geboorteland.

## Werk
Bălescu was vooral actief op het gebied van de statistische fysica van geladen deeltjes en plasma's en ontwikkelde de zogenaamde Bălescu-Lenard-botsingsoperator. In de plasmafysica bestudeerde hij de transportprocessen in magnetisch opgesloten plasma's door middel van de tokamak. Verder deed hij jarenlang kernfusieonderzoek.

## Prijzen
- Théophile De Donderprijs van de Académie royale de Belgique (1961)
- Francquiprijs voor Exacte Wetenschappen (1970) voor zijn bijdrage aan de kinetische theorie van de plasma's
- Hannes-Alfvénprijs van de European Physical Society (2000)

## Publicaties
Naast een 200-tal publicaties in wetenschappelijke tijdschriften, publiceerde Bălescu de volgende boeken:
- Statistical Mechanics of Charged Particles, New York, 1963 (vertaald in het Russisch, 1967)
- Equilibrium and Non-Equilibrium Statistical Mechanics, New York, 1975 (herdruk in 1991 en vertaald in het Russisch, 1978)
- Transport processes in plasmas. Classical Transport. Vol. 1, Amsterdam, 1988
- Transport processes in plasmas. Neoclassical Transport. Vol. 2, Amsterdam, 1988
- Aspects of Anomalous Transport in Plasmas, CRC Press, 2005